# باميلا جيه بيوركمان
باميلا جيه بيوركمان (بالإنجليزية: Pamela J. Bjorkman)‏‏ (1956 في بورتلاند، أوريغون - ) عالمة كيمياء حيوية، وعالمة أحياء جزيئية، وأستاذة جامعية، وأحيائية فيزيائية من الولايات المتحدة.
تُعد بمثابة أستاذة ديفيد بلتيمور في البيولوجيا والهندسة البيولوجية في معهد كاليفورنيا للتقنية. ترتكز أبحاثها على دراسة البنية ثلاثية الأبعاد للبروتينات ذات الصلة بفئة MHC1، أو البروتينات المعقدة الرئيسية للتوافق النسيجي في جهاز المناعة والبروتينات المُشاركة في الاستجابات المناعية للفيروسات. تشتهر بيوركمان بكونها رائدة في مجال البيولوجيا البنيوية.
حصلت بيوركمان على درجة بكالوريوس الآداب في الكيمياء من جامعة أوريغون، بتوجيهات كل من هايس جريفيث وباترشيا جوست. فيما نالت درجة الدكتوراه في الكيمياء الحيوية من جامعة هارفارد عام 1984، حيث عملت في مختبر دون ويلي، وظلت بيه إلى ما بعد الدكتوراه حيث توصلت في النهاية إلى حل أول بنية بلورية لبروتين معقد التوافق النسيجي الكبير- نمط HLA-A2 البشري.

## الجوائز
- جائزة مؤسسة غيردنر الدولية
- جوائز لوريال-اليونسكو للمرأة في العلوم
- جائزة وليام كولي [الإنجليزية]‏
- جائزة بول إرليش ولودفيج دارمشتيتر
- جائزة أبحاث ماكس بلانك  [لغات أخرى]‏
- National Institutes of Health Director's Pioneer Award [الإنجليزية]‏
- زمالة الأكاديمية الأمريكية للفنون والعلوم